# Eremiornis
Eremiornis là một chi chim trong họ Locustellidae.

## Các loài
- Eremiornis carteri